# Diependaal
Diependaal is een natuurgebied in Nederlands Zuid-Limburg op de grens van de gemeentes Beek en Beekdaelen. Het bosgebied ligt ten zuiden van Hegge, ten oosten van Spaubeek en ten zuidwesten van Nagelbeek op de noordoostelijke helling van het Centraal Plateau in de overgang naar het Geleenbeekdal.
Het bos ligt tussen de Groeve Spaubeek en de Groeve Nagelbeek in. Dwars door het bosgebied loopt de holle weg Diependaalseweg die steeds dieper in de helling insnijdt.

## Flora
De hellingen zijn begroeid met speenkruid, bosanemoon en gevlekte aronskelk.

## Geologie
In het hellingbos zijn de volgende geologische afzettingen ontsloten:
- Löss uit het Laagpakket van Schimmert
- Pleistoceen Maasgrind en zand uit het Laagpakket van St. Geertruid[4]

Als gevolg van het aan elkaar klitten van het grindpakket is er in het bos een autochtoon conglomeraat ontstaan: het Geologisch monument Diependaal.